# سپاه نخست، ارتش ویرجینیای شمالی
سپاه نخست، ارتش ویرجینیای شمالی (انگلیسی: First Corps, Army of Northern Virginia) عنوان نخستین واحد نظامی ارتش ویرجینیای شمالی از ارتش ایالات مؤتلفه در دوران جنگ داخلی آمریکا است